# Kraft-Wärme-Kopplung

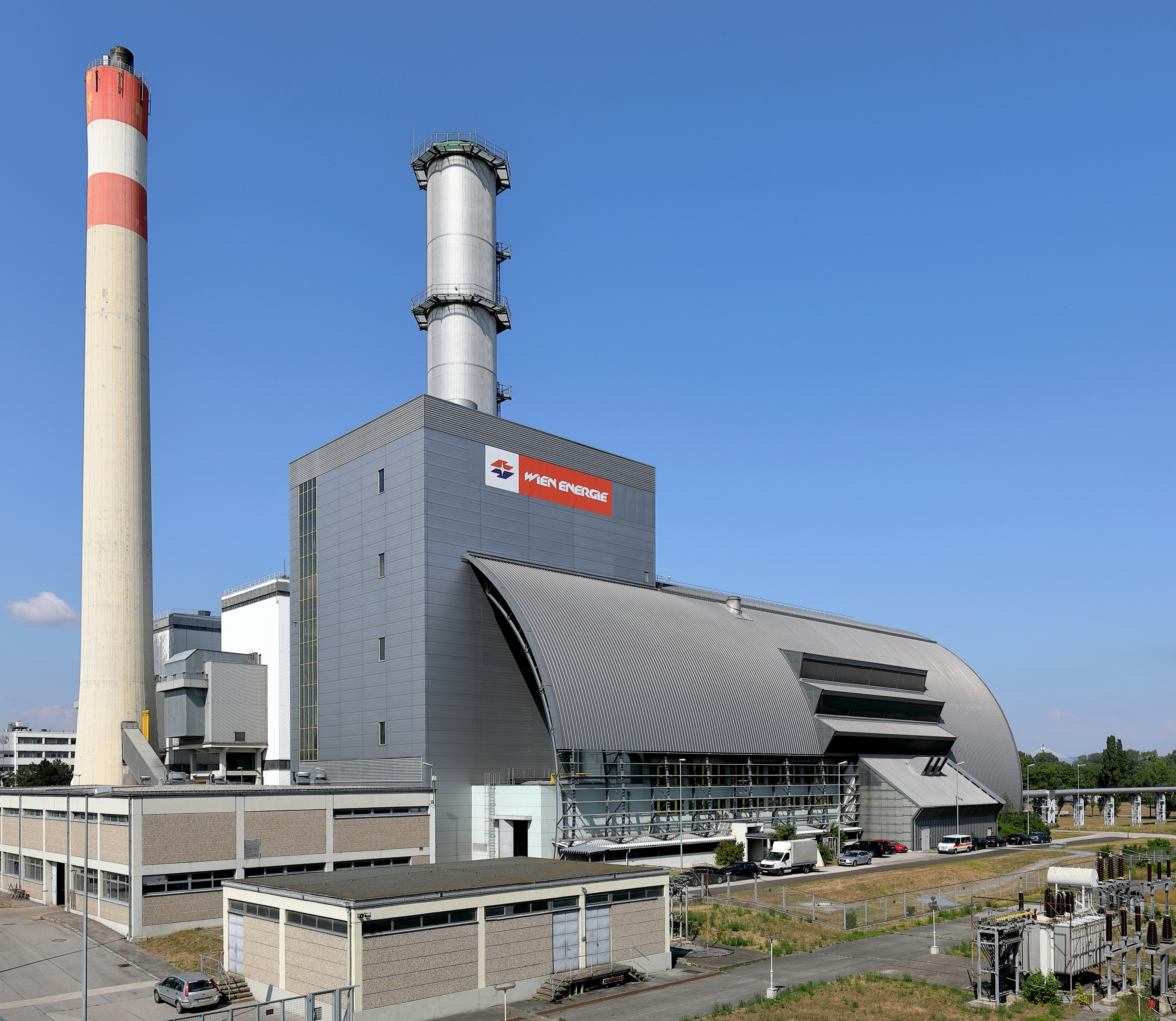
GuD-Kraftwerk (Block 3 des Kraftwerkes Donaustadt) mit einer Kraft-Wärme-Kopplung und einem Nutzungsgrad von über 86 %; Inbetriebnahme 2001

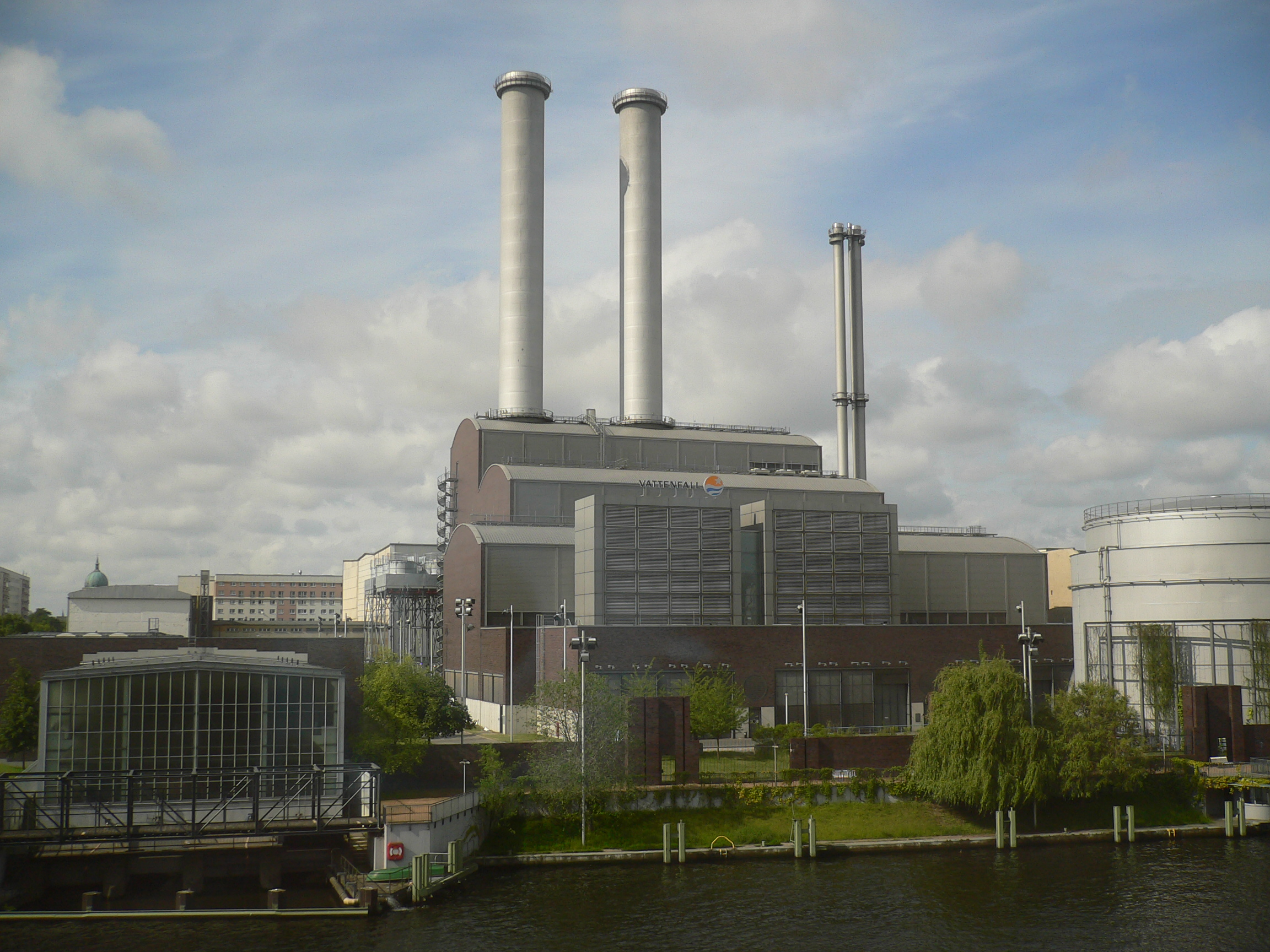
Das Heizkraftwerk Berlin-Mitte wird zur Stromproduktion und zur Fernwärmeversorgung des Regierungsviertels eingesetzt.

Kraft-Wärme-Kopplung (KWK) (in Deutschland und Österreich) bzw. Wärme-Kraft-Kopplung (WKK) (in der Schweiz) ist die gleichzeitige Gewinnung von mechanischer Energie und nutzbarer Wärme, die in einem gemeinsamen thermodynamischen Prozess entstehen. Die mechanische Energie wird in der Regel unmittelbar in elektrischen Strom umgewandelt. Wird die Wärme für Heizzwecke als Nah- oder Fernwärme oder für Produktionsprozesse als Prozesswärme genutzt, z. B. in der chemischen Industrie, spricht man von einem Industriekraftwerk. Wird die Wärme, wie in den meisten Fällen, für die Heizung öffentlicher und privater Gebäude bereitgestellt, spricht man von einem Heizkraftwerk.
Es wird also bei der Stromerzeugung aus Brennstoffen die Nutzwärme ausgekoppelt und damit die Abgabe von ungenutzter Abwärme an die Umgebung reduziert. Kraft-Wärme-Kopplung ermöglicht eine Brennstoffeinsparung von bis zu einem Drittel der Primärenergie, verglichen mit der getrennten Erzeugung von Strom und Wärme, zugleich wird aber der elektrische Wirkungsgrad des Kraftwerkes etwas reduziert. Eine breite Bedeutung haben kleinere KWK-Anlagen im Bereich von etwa 100 kW elektrischer Leistung für die Versorgung von Gewerbebetrieben, Hallenbädern und Wohngebieten bzw. einzelner Mehrfamilienhäuser, sogenannte Blockheizkraftwerke (BHKW). Kleinere Anlagen werden zwar auf dem Markt angeboten, haben aber einen sehr geringen Anteil an der Strom- und Wärmeerzeugung.
Vorteil der KWK ist der verringerte Brennstoffbedarf für die gleichzeitige Strom- und Wärmebereitstellung, wodurch die Emissionen von Kohlenstoffdioxid und anderen Schadstoffen stark reduziert werden. Die Förderung durch das Kraft-Wärme-Kopplungsgesetz (KWKG) und das Erneuerbare-Energien-Gesetz (EEG) soll den Ausbau beschleunigen. Da mit fossilen Brennstoffen befeuerte KWK-Anlagen weiterhin Kohlenstoffdioxid ausstoßen, kann ein umfassender Klimaschutz langfristig nur gewährleistet werden, wenn sie mit erneuerbaren Energien gespeist werden, wie Biomasse und synthetischem Erdgas aus erneuerbarem Überschussstrom. Biomassebefeuerte KWK sind in Skandinavien eine tragende Säule der Wärmewende.

## Geschichte
Die Idee der Kraft-Wärme-Kopplung (KWK) geht auf das 19. Jahrhundert zurück, als erste industrielle Anwendungen die Abwärme von Dampfmaschinen nutzten. Während die Technologie in den USA und Europa parallel entwickelt wurde, setzte sie sich im Laufe des 20. Jahrhunderts zunehmend als effiziente Energieversorgungsmethode durch.

### 19. Jahrhundert
Ein bedeutendes frühes Beispiel für KWK ist die Pearl Street Station, die 1882 von Thomas Edison in New York City errichtet wurde. Dieses Kraftwerk erzeugte nicht nur Elektrizität, sondern versorgte auch umliegende Gebäude mit Wärme, indem es die Abwärme der Dampfturbinen nutzte. In Europa wurden ähnliche Konzepte entwickelt, insbesondere in industriellen Anlagen.
Auch in Österreich wurden im späten 19. Jahrhundert erste KWK-Anwendungen in Mühlen, Brauereien und Textilfabriken genutzt. Die Abwärme von Dampfmaschinen diente zur Beheizung von Betriebsstätten und zur Prozesswärmeerzeugung.

### 20. Jahrhundert
Zu Beginn des 20. Jahrhunderts setzte sich KWK zunehmend in Industrieunternehmen durch. In den 1920er- und 1930er-Jahren wurden KWK-Anlagen insbesondere in Fabriken, Papier- und Chemiewerken genutzt, um die Energieeffizienz zu steigern. In Europa wurden die ersten Fernwärmesysteme mit KWK-Technologie eingeführt.
Ein Meilenstein in Österreich war die Errichtung einer KWK-Fernwärmeanlage in Wien im Jahr 1929, die eine der ersten großflächigen Anwendungen dieser Technologie darstellte.
Nach dem Zweiten Weltkrieg erlebte die KWK-Technologie einen Aufschwung, insbesondere in sozialistischen Staaten wie der Sowjetunion und der DDR, wo Heizkraftwerke zur zentralen Wärme- und Stromversorgung eingesetzt wurden. Auch in Österreich wurde der Ausbau der KWK-Technologie vorangetrieben, insbesondere durch das Kraftwerk Simmering in Wien, das ab den 1950er Jahren zur Fernwärmeversorgung beitrug.
Die Ölkrise der 1970er Jahre führte zu einem verstärkten Interesse an energieeffizienten Systemen, wodurch KWK insbesondere in den USA und Westeuropa an Bedeutung gewann.
In Österreich ergab sich in diesen Jahren ein Kuriosum, als Udo Proksch der Wiener Stadtregierung eine Extrusionsanlage zur Herstellung von Fernwärmerohren vorstellte. Zu dieser Zeit war die Technologie der Kraft-Wärme-Kopplung jedoch noch nicht weit verbreitet, und eine flächendeckende Fernwärmeversorgung galt aufgrund der unzureichenden Isolierung der Leitungsrohre als nicht realisierbar. Daher wurde der Vorschlag abgelehnt. Die ungenutzte Anlage lagerte daraufhin jahrelang, bis Udo Proksch sie schließlich zum Schrottwert erwarb und für einen Versicherungsbetrug verwendete: Er deklarierte sie fälschlicherweise als Uranerzaufbereitungsanlage und verwickelte sie damit in den bekannten Lucona-Skandal.
In den 1980er Jahren wurden erste dezentrale Blockheizkraftwerke (BHKW) für kleinere Anwendungen entwickelt.

### Seit 2000
Mit dem Aufkommen erneuerbarer Energien und steigenden Anforderungen an die CO₂-Reduktion wurde die KWK-Technologie weiterentwickelt. Moderne Systeme kombinieren Erdgas, Biomasse oder Wasserstoff als Brennstoffe und werden vermehrt mit Wärmepumpen und Solarthermie kombiniert.
Auch in Österreich wird KWK heute sowohl in großen Heizkraftwerken als auch in kleinen, dezentralen Anlagen eingesetzt. Besonders in Städten wie Wien, Graz und Linzspielt KWK eine wichtige Rolle in der Fernwärmeversorgung. Gesetzliche Förderprogramme unterstützen den Ausbau von KWK, insbesondere in Deutschland, Österreich und Skandinavien.
Heute ist KWK ein wichtiger Bestandteil einer nachhaltigen Energieversorgung und wird weltweit sowohl in industriellen Großanlagen als auch in Haushalten eingesetzt.

## Einführung
Das Spektrum der elektrischen und thermischen Leistung von KWK-Anlagen reicht von wenigen Kilowatt bis zu mehreren hundert Megawatt. Seit längerer Zeit sind etwa waschmaschinengroße sogenannte Mini- und Mikro-Kraft-Wärme-Kopplungsanlagen für den Einsatz in Einfamilienhäusern, Wohngebäuden, kleineren Gewerbebetrieben und Hotels auf den Markt. Damit stehen heute für das gesamte Spektrum des Wärmebedarfs KWK-Lösungen zur Verfügung.
Thermische Kraftwerke, die in Deutschland einen Großteil des Strombedarfs decken, erzeugen üblicherweise mit der aus einem Brennstoff freigesetzten Wärme ausschließlich elektrischen Strom. Wird zusätzlich auch die Abwärme z. B. für Prozesswärme genutzt oder in ein Wärmenetz eingespeist, nennt man diese KWK-Anlagen; sie haben einen höheren Nutzungsgrad oder Brennstoffausnutzungsgrad (nicht „Wirkungsgrad“). Während rein stromerzeugende Anlagen (elektrische) Wirkungsgrade zwischen 33 % (ältere Anlagen) und 61,5 % (Gas-und-Dampf-Kombikraftwerke) erreichen, kommt man bei KWK-Anlagen auf Nutzungsgrade von bis zu 85 % und höher.
Im Vergleich zu den derzeit besten Technologien der getrennten Erzeugung von Strom und Wärme erzielen KWK-Anlagen je nach Versorgungssituation Primärenergieeinsparungen von bis zu 30 %. Dass die Einsparungen im Schnitt nicht noch höher ausfallen, hängt damit zusammen, dass der reale Strom- und Wärmebedarf starken Schwankungen unterliegt. Vor allem bei nur geringem Wärmebedarf von Haushalten im Sommer führt dies dazu, dass einige Heizkraftwerke mit Notkühlung (Kondbetrieb) laufen oder keinen KWK-Strom produzieren können. Dem wird durch die Installation von Fernwärmespeichern abgeholfen, um die KWK-Wärme bis zum Abruf der Wärmekunden zwischenzuspeichern.
Das in Deutschland noch nicht realisierte hohe Einsparpotenzial hat den Gesetzgeber veranlasst, die KWK zu fördern, um Markthemmnisse zu überwinden, die durch die über 100 Jahre gewachsenen zentralen Versorgungsstrukturen in der Elektrizitätswirtschaft existieren.

## Technik
Bei der Kraft-Wärme-Kopplung wird ein Teil des entstehenden Dampfes in einem Kraftwerk für Heizzwecke ausgekoppelt. Dadurch sinkt zwar der Wirkungsgrad der Erzeugung elektrischer Energie etwas ab; der Gesamtnutzungsgrad kann aber bei vollständiger Abwärmenutzung bis auf etwa 90 % steigen.

### Brennstoffe
Das Prinzip der KWK kann mit jedem Brennstoff und jeder Wärmequelle mit einem Temperaturniveau ab ca. 200 °C genutzt werden. In Betracht kommen neben fossilen Energien wie Steinkohle, Braunkohle, Erdgas und Heizöl auch erneuerbare Energien wie Biogas, Klärgas, Pflanzenöl, Holz, Pellets, Bioethanol, Solarthermie und Geothermie sowie Siedlungsabfälle (Müllverbrennung und Deponiegas) genauso wie die Kernenergie.
Ebenfalls möglich ist der Betrieb mit synthetischem Wasserstoff oder Methan aus dem Power-to-Gas-Prozess, mit dem sich Überschüsse aus erneuerbaren Energien langfristig speichern lassen. Da diese Art der Wärmeerzeugung aber recht verlustintensiv ist und deshalb insgesamt deutlich mehr Energie benötigt als beispielsweise die alternative Wärmeerzeugung mit Wärmepumpenheizungen, werden wärmegeführte KWK-Anlagen als weitgehend ungeeignete Technik für ein zukünftiges erneuerbares Energiesystem mit Sektorenkopplung angesehen. Hingegen gelten stromgeführte KWK-Anlagen als wichtige Techniken, um in einem solchen System den Energiebedarf bei der Rückverstromung niedrig zu halten.

### Auslegung und Betriebsweise

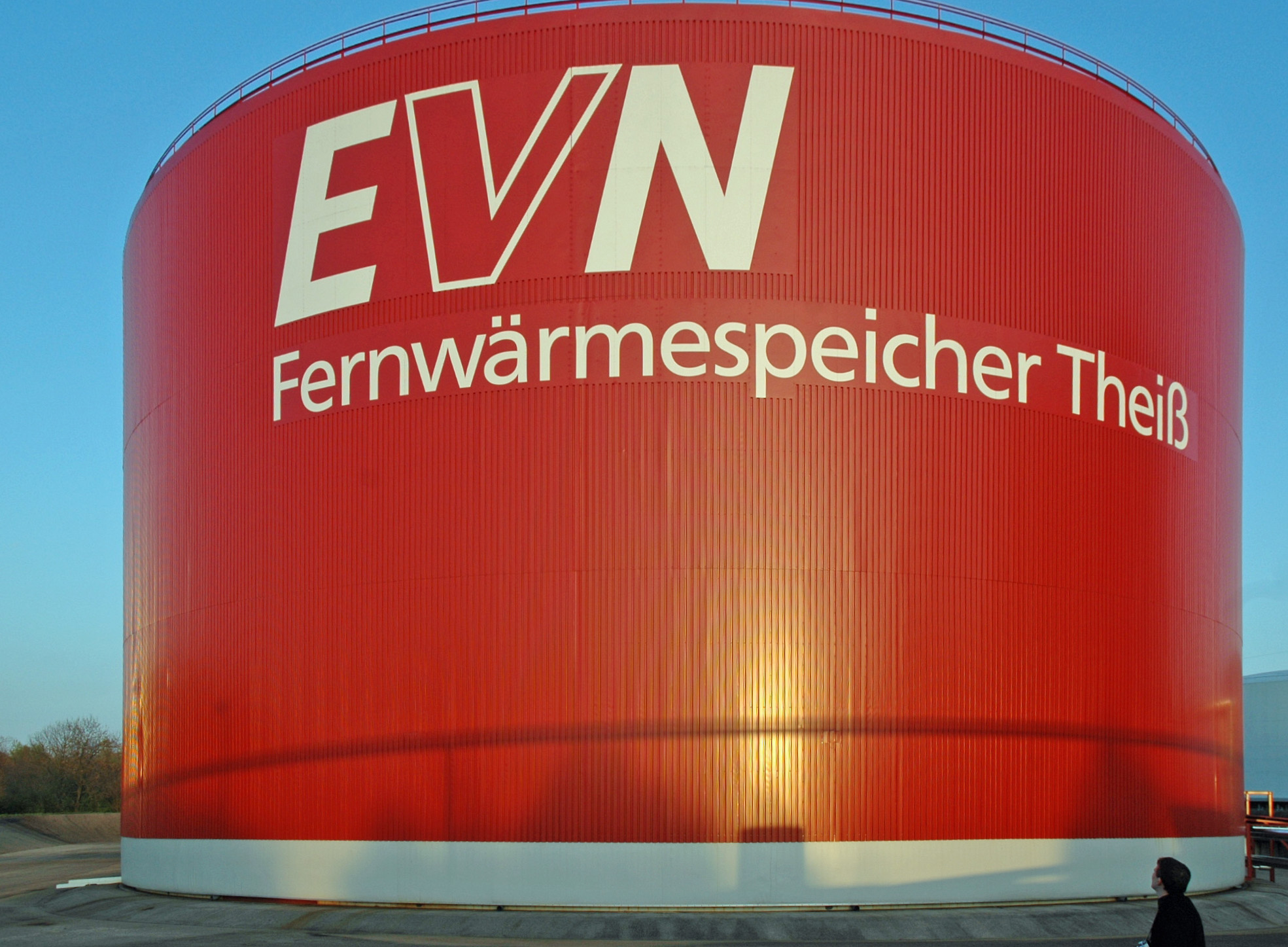
Fernwärmespeicher, als thermischer Lastausgleich für die KWK-Anlage des Kraftwerkes Theiß, mit 50.000 m³ Inhalt, welcher das Fernwärmenetz Krems speist. Speichervermögen 2 GWh je Ladevorgang

Es wird zwischen strom- und wärmegeführter Auslegung von KWK-Anlagen unterschieden, je nach der Führungsgröße bzw. der Priorität, die einer der beiden Energieformen zugemessen wird. Stromgeführte Anlagen optimieren den Stromertrag, wärmegeführte Anlagen den Wärmeertrag. Der höchste Nutzungsgrad wird mit einer wärmegeführten Auslegung erzielt, weil dabei die geringsten Energieverluste entstehen. Aus wirtschaftlicher Sicht ist jedoch die stromgeführte Fahrweise häufig attraktiver, da pro kWh Strom deutlich höhere Erträge erzielt werden als pro Kilowattstunde Wärme. Oft wird ein stromoptimierter, wärmegedeckelter Betrieb bevorzugt, um die Erträge auf der Stromseite zu optimieren, ohne die Wärme per Notkühler ungenutzt abführen zu müssen. In diesem Fall wird der Betrieb am elektrischen Energiebedarf ausgerichtet, wobei die KWK-Anlage bei fehlender Wärmeabnahme bzw. vollem Wärmespeicher heruntergefahren wird. Dabei kann die Wärmespeicherung durch Verwendung eines Fernwärmespeichers bewerkstelligt werden.
Die erzeugte Nutzwärme wird über Wärmenetze als heißes Wasser oder Wasserdampf über isolierte Rohrleitungen zur Gebäudeheizung und/oder für industrielle Zwecke (Prozesswärme) verwendet.
Bei hohen Anteilen von fluktuierenden erneuerbaren Energien im Stromsystem erschweren wärmegeführte KWK-Anlagen die Systemintegration von Wind- und Solarstrom, da sie zur Deckung des Wärmebedarfs auch dann elektrische Energie erzeugen, wenn bereits ein Überschuss von Wind- oder Solarenergie besteht. Derartige Anlagen bezeichnet man als „Must-Run“-Kraftwerke. Im Sinne der Energiewende ist ein stromgeführter Betrieb deshalb deutlich zielführender. Um im Betrieb flexibler zu sein und die Preiselastizität zu erhöhen, können verschiedene Zusatzkomponenten wie Spitzenlastkessel, Wärmespeicher, Power-to-Heat-Anlagen, wie Elektrodenkessel oder große zentrale Wärmepumpen installiert werden. Diese können dann während Zeiten, in denen nur thermische Energie benötigt wird, aber keine elektrische, die Wärmeversorgung übernehmen, sodass die KWK-Anlage heruntergefahren werden kann. Die E-Kessel und Wärmepumpen können zudem etwaige Stromüberschüsse zur Wärmeerzeugung verwenden.
Durch Einsatz von großen Wärmespeichern kann die im KWK-Prozess zeitgleiche Produktion von Wärme und Strom zeitlich wieder entkoppelt werden, da sich thermische Energie günstiger als elektrische Energie speichern lässt. So kann eine KWK-Anlage stromgeführt betrieben werden und dennoch die Wärmeversorgung gewährleisten. In Zeiten von hoher Strom- und geringer Wärmenachfrage kann die Anlage unter Volllast laufen und die überschüssige Wärme in den Speicher laden. In Zeiten von geringer Strom- und dennoch hoher Wärmenachfrage kann die KWK-Anlage in Teillast betrieben oder ganz abgeschaltet werden, die restliche Wärme lässt sich durch den Wärmespeicher temporär bereitstellen. Diese ausgleichende Funktion eines Wärmespeichers in einem KWK-System auf den Stromsektor wird auch als funktionale Stromspeicherung bezeichnet.

### Anlagenvarianten

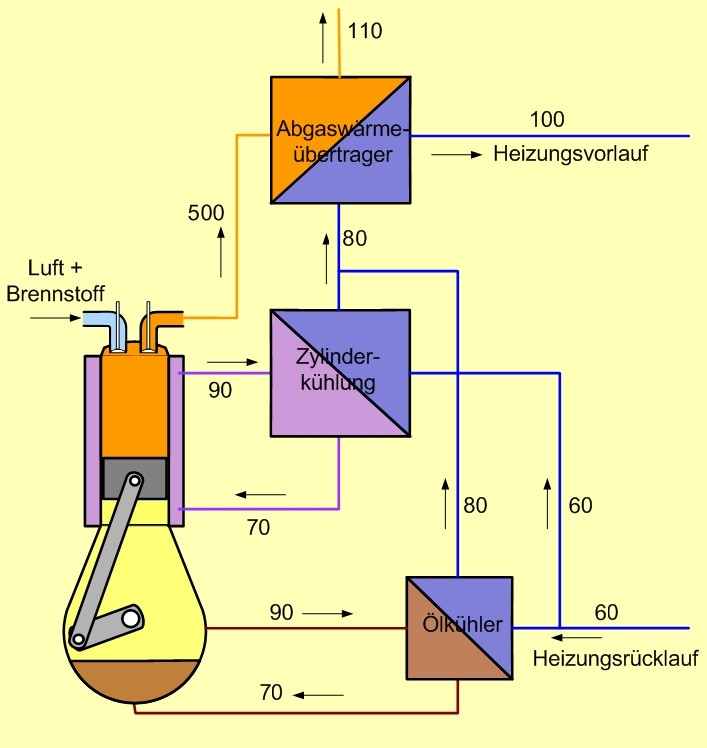
Prinzipschaltbild eines BHKW. Die Zahlen sind Anhaltswerte für die Temperatur in °C.

Eine zunehmend verbreitete Variante sind so genannte Blockheizkraftwerke (BHKW). Dabei handelt es sich um kleine bis mittelgroße KWK-Anlagen auf Basis von Verbrennungsmotoren oder Gasturbinen in Modulbauweise. Während bei diesen Anlagen die Wärmeversorgung auf ein bestimmtes Objekt oder auf die nähere Umgebung (z. B. einen Wohn-„Block“) beschränkt ist, dienen die größeren Heizkraftwerke der flächigen Fernwärme-Versorgung oder der Erzeugung von Prozesswärme in der Industrie. Bei Großanlagen zur Fernwärmeversorgung sind einerseits die Netzverluste höher als bei gebäudeintegrierten Blockheizkraftwerken, wodurch die Effizienz des Energieeinsatzes sinkt. Andererseits steigt mit zunehmender Leistung der Anlagen die Stromkennzahl (also das Verhältnis von Strom- zu Wärmeerzeugung) und somit die Exergieausbeute, was wiederum die Effizienz erhöht.
KWK-Anlagen können unter anderem sein:
- Entnahmedampfturbinen- oder Gegendruckturbinen,
- Gas- und Dampfturbinen (GuD),
- Gasturbinen- mit Abhitzekessel,
- Verbrennungsmotoren oder
- Brennstoffzellen-Anlagen

Man unterscheidet zwischen KWK-Anlagen mit fixer und variabler Stromkennzahl entsprechend der starren und lenkbaren Kuppelproduktion. Bei Anlagen mit fester Stromkennzahl liegt der elektrische und thermische Output in einem festen Verhältnis σ vor. Diese KWK-Anlagen, wie Verbrennungsmotoren, Gasturbinen und Gegendruckturbinen, kann man nur an- oder ausschalten bzw. in Teillast betreiben. Anlagen mit variabler Stromkennzahl, wie Entnahmedampfturbinen, sind flexibler im Betrieb, da sich das P/Q'-Verhältnis in einem weiten Bereich beeinflussen lässt, was bei wechselndem Bedarf an elektrischer und thermischer Energie Vorteile hat. Neben dem Teillastbetrieb kann man das Gewicht auf Produktion elektrischer oder thermischer Energie legen.

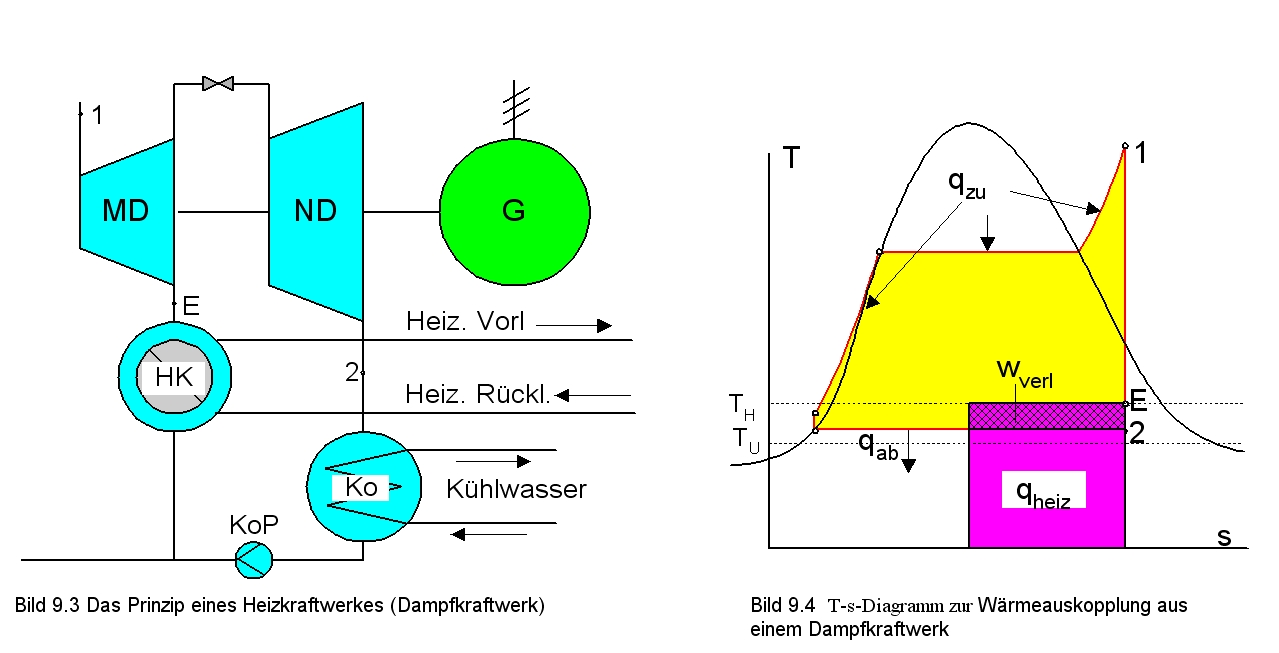
Prinzip der Kraft-Wärme-Kopplung mit einer Entnahme-Kondensationsanlage

Bei den mit Wasser als Arbeitsstoff betriebenen Heizkraftwerken der öffentlichen Versorgung – das sind in der Regel Entnahmedampfturbinen – geht die Abgabe von Nutzwärme mit einer Verringerung der Stromproduktion (geringerer elektrischer Wirkungsgrad) einher. Der Dampf muss vor den letzten Turbinenstufen entnommen werden, damit seine Temperatur zum Heizen ausreichend hoch ist, was dann im Niederdruckteil weniger Arbeit erzeugt. Das Verhältnis von elektrischem Minderertrag und gewonnener Nutzwärme wird als Stromverlustkennziffer bezeichnet. Das Bild rechts zeigt im linken Teil vereinfacht das Prinzip der Entnahme. Der nach dem Mitteldruckteil (MD) der Turbine, also vor dem Niederdruckteil (ND) abgezweigte Dampf strömt in den Heizkondensator (HK), wo er sich unter Wärmeabgabe an den Fernwärmekreislauf (Temperaturniveau etwa 100 °C) verflüssigt. Von dort wird das Kondensat dem Speisewasserkreislauf zugeführt. Der restliche Dampf arbeitet im Niederdruckteil und wird dann im Kondensator (Ko) bei ca. 30 °C (abhängig vom Umgebungszustand) verflüssigt und über die Kondensatpumpe (KoP) dem (hier nicht abgebildeten) Speisewasserbehälter zugeführt. Die rechte Bildseite zeigt das zugehörige idealisierte T-s-Diagramm (vergl. Clausius-Rankine-Prozess) für einen Betriebszustand, in dem die Hälfte des Dampfes für Heizzwecke genutzt wird. Die gesamte rote Fläche entspricht der genutzten Wärme, der obere schraffierte Teil dieser Fläche dem Stromverlust in der Niederdruckstufe.
Von Kraft-Wärme-Kälte-Kopplung (KWKK) spricht man, wenn die Anlage zusätzlich Kälte erzeugen kann. Dabei wird die Nutzwärme des Prozesses genutzt, um eine Absorptionskältemaschine anzutreiben. Trotz der deutlich höheren Investition im Vergleich zu einer Kompressionskältemaschine lässt sich die KWKK-Anlage wirtschaftlich betreiben, weil sich durch die Wärmenutzung zur Klimatisierung im Sommer die Auslastung des KWK-Prozesses erhöht.

## Fördermaßnahmen

### Förderung in Deutschland
In Deutschland wird die KWK allgemein durch das Kraft-Wärme-Kopplungsgesetz (KWKG) gefördert. Anlagen, die erneuerbare Energien in KWK nutzen (z. B. Biogas-BHKW mit Wärmenetzen), können wahlweise auch nach dem Erneuerbare-Energien-Gesetz (EEG) vergütet werden.

#### KWK-Gesetz
Mit dem Gesetz für die Erhaltung, die Modernisierung und den Ausbau der Kraft-Wärme-Kopplung (Kraft-Wärme-Kopplungsgesetz (KWKG)) werden in der Bundesrepublik Deutschland der Erhalt, die Modernisierung und der Ausbau von KWK-Anlagen gefördert, die mit gasförmigen oder flüssigen Brennstoffen betrieben werden und nicht durch das Erneuerbare-Energien-Gesetzes gefördert werden. Durch eine verstärkte Nutzung von KWK-Anlagen soll eine weitere Minderung der Kohlendioxid-Emissionen und die Energieeffizienzziele erreicht werden.
Das KWK-Gesetz trat am 1. April 2002 in Kraft. Am 1. Januar 2009 wurde in einer Novellierung des KWK-Gesetzes eine deutliche Ausweitung der Förderung umgesetzt. Weitere Novellierungen fanden zum 19. Juli 2012 und 1. Januar 2016 statt. Die Ziele des KWKG haben sich im Lauf der Zeit verschoben: von einer absoluten Einsparung an Treibhausgasen über einen relativen Anteil an der Stromerzeugung in Deutschland bis zu einem absoluten Wert der KWK-Nettostromerzeugung. Dies war unter anderem der einfacheren Messbarkeit geschuldet.
Die Betreiber sehr kleiner KWK-Anlagen mit einer elektrischen Leistung bis zu 50 kW erhalten für 60.000 Vollbenutzungsstunden (Vbh) einen fixen KWK-Zuschlag als Marktprämie, bei größeren KWK-Anlagen beträgt die Förderdauer 30.000 Vbh. Der KWK-Zuschlag auf den eingespeisten Strom ist von der Anlagengröße abhängig und beträgt zwischen 3,1 und 8,0 ct/kWh. Eigenverbrauch oder in Arealnetzen genutzter KWK-Strom erhält bis auf kleine KWK-Anlagen bis 100 kW seit der Revision 2016 keine Förderung mehr. Im Anlagensegment von 1 MW bis 50 MW ist eine Ausschreibung in Höhe von 200 MW pro Jahr zur Festlegung der Zuschlagshöhe eingeführt worden. Während seit der Einführung des Ausschreibungsmodells im Jahre 2017 alle Ausschreibungen leicht bis stark überzeichnet waren, lag die Gebots- sowie die Zuschlagsmenge bei der Ausschreibungsrunde im Dezember 2019 zum ersten Mal deutlich unterhalb der ausgeschriebenen Menge.

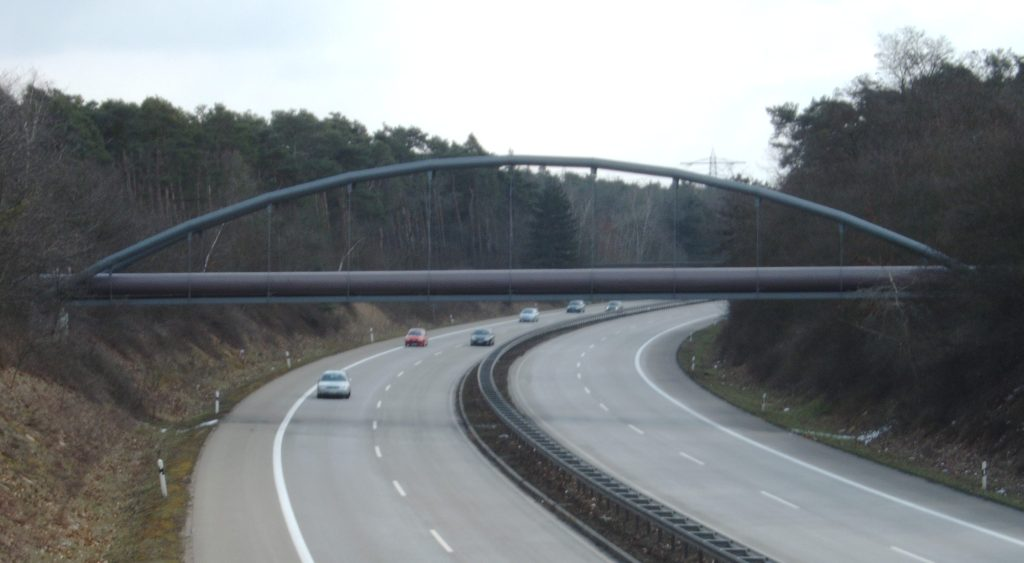
Oberirdische Fernwärme-Leitung über die B36 in Mannheim

Da die Verbindung von KWK-Anlagen und Wärmespeichern zu einer hohen Flexibilität bei gleichzeitig effizienter Brennstoffnutzung führt, hat der Gesetzgeber die Förderung von Wärme- und Kältespeichern (vgl. Kraft-Wärme-Kälte-Kopplung) ins KWKG aufgenommen. Des Weiteren wird der Neu- und Ausbau von Wärme- und Kältenetzen mit 30 % der ansatzfähigen Investitionskosten (bzw. bei kleinen Rohrweiten bis 100 mm mit 100 Euro pro laufender Meter) gefördert.
Kritiker wenden ein, die Förderung sei zu gering und die zu erfüllenden Bedingungen zu hoch, um der KWK zu einem Durchbruch zu verhelfen. Andere bemängeln, die Regelungen seien im Zusammenspiel mit anderen Bestimmungen des Energierechts zu komplex, sodass viele Interessenten abgeschreckt werden.

#### Erneuerbare-Energien-Gesetz (EEG)
Mit der seit 2009 gültigen Novelle des Erneuerbare-Energien-Gesetzes (§ 27 Absatz 4 EEG 2009) wurde die Nutzung der Abwärme aus der Stromerzeugung aus Biomasse (z. B. in Biogasanlagen und Biomasseheizkraftwerken) durch einen KWK-Bonus von 3 Cent/kWh KWK-Strom (EEG 2004: 2 Cent/kWh) angeregt. Dieser Bonus wurde auf die Grundvergütung nach dem EEG angerechnet und war vom Betreiber des vorgelagerten Stromnetzes zu entrichten. Die bonusfähige Strommenge (KWK-Strom) errechnete sich als Produkt aus Nutzwärme (tatsächlich genutzte Abwärme) und der Stromkennzahl der Anlage (elektrische Leistung/Nutzwärmestrom, hier ist – anders als oben – mit Nutzwärme der theoretisch nutzbare Anteil gemeint; durch die Anlagentechnik wie Generator und Wärmetauscher ist die Stromkennzahl einer Anlage vorgegeben.). Ein hoher elektrischer Wirkungsgrad und die intensive Nutzung der Abwärme erhöhten also den Anteil der bonusfähigen Strommenge. Verschiedene Bedingungen mussten für den Bezug des KWK-Bonus erfüllt sein (Anlage 3 des EEG 2009).
Außerdem wurde ein weiterer so genannter Technologie-Bonus (Innovationsbonus) von bis zu 2 Cent/kWh bei Einsatz bestimmter KWK-Technologien (Brennstoffzellen, Gasturbinen, Dampfmotoren, Organic-Rankine-Anlagen, Mehrstoffgemisch-Anlagen, insbesondere Kalina-Cycle-Anlagen, oder Stirling-Motoren) gezahlt (Anlage 1 des EEG 2009). Diese Zuschlags- und Bonuszahlungen wurden indirekt auf alle Endverbraucher umgelegt.
Durch die EEG-Novelle 2012 wurde sowohl der KWK-Bonus als auch der Technologiebonus abgeschafft. Der KWK-Bonus ist nunmehr in die EEG-Grundvergütung integriert und als Mindestanforderung für Biomasseanlagen übernommen, indem eine Wärmenutzung von mindestens 25 bzw. 60 Prozent vorgeschrieben wird, wenn nicht mehr als 60 Masseprozent flüssige Güllefraktionen eingesetzt werden. Anstatt des Technologie-Bonus sah das EEG nun einen Gasaufbereitungs-Bonus vor, wenn geringere Methanemissionen und geringerer Stromverbrauch nachgewiesen werden konnten. Mit der letzten EEG-Reform im August 2014 wurde auch der Gasaufbereitungsbonus gestrichen, um die Entwicklung der EEG-Umlage zu dämpfen.

#### Steuervergünstigungen
Für die Brennstoffe Erdgas, Heizöl und Flüssiggas wurde bis 1. April 2012 beim Einsatz in KWK-Anlagen mit einem Jahresnutzungsgrad von mindestens 70 Prozent die Energiesteuer, ehemals „Mineralölsteuer“, vollständig erstattet. Aufgrund einer zu kurzfristigen Antragstellung durch die deutschen Behörden bei der EU-Kommission wurde die Bearbeitung von Anträgen auf Energiesteuerentlastung im Jahr 2012 vorläufig ausgesetzt. Durch eine Gesetzesänderung wird rückwirkend zum 1. April 2012 die vollständige Entlastung nur noch geleistet, wenn die Anlage neben dem Mindestnutzungsgrad von 70 Prozent steuerrechtlich noch nicht vollständig abgeschrieben wurde und hocheffizient im Sinne der Richtlinie 2004/8/EG des Europäischen Parlaments ist.
Für elektrische Energie aus Anlagen bis zu 2 MW elektrischer Leistung, die im „räumlichen Zusammenhang“ verbraucht wird, muss zudem keine Stromsteuer (2,05 Cent/kWh) entrichtet werden. Diese Befreiung trifft nicht nur auf KWK-Anlagen zu, sondern auf jede Anlage, die maximal 2 MW groß ist.

### Förderung in Österreich
In Österreich besteht für fossile Kraftwärmekopplungsanlagen eine Förderung in Art, dass die Energieabgaben für die Primärenergie nicht bezahlt werden müssen, sofern der elektrische Wirkungsgrad über 30 % liegt. Damit ist die Wärmeerzeugung in KWK-Anlagen de facto steuerbefreit bzw. gefördert.
Fossile Kraft-Wärmekopplungen wurden in Österreich von 2004 bis 2010 mit einem Gesamtvolumen von rund 500 Mio. Euro in Form von Marktpreiszuschlägen zum Strompreis (Unterstützungstarifen) unterstützt; diese Form der Förderung ist jedoch ausgelaufen. 2014 wurde ein Gesetz erlassen, welches eine Förderung der Stromproduktion von fossilen Anlagen über KWK-Punkte vorsieht, deren Volumen jedoch nur mehr 38 Mio. Euro pro Jahr beträgt. Weiters erhielten Kraftwerke, wie das Kraftwerk Simmering Investitionsförderungen gemäß § 24 ff Ökostromgesetz 2012 für die Adaptierungsarbeiten.

### Förderung in der Schweiz
In der Schweiz wird die Wärmekraftkopplung in Biomasse-, Abwasserreinigungs- und Kehrichtverbrennungsanlagen indirekt durch den Bund gefördert.